# Megpoid
Megpoid (メグッポイド Meguppoido?), más conocida como Megpoid Gumi, o simplemente Gumi, es una Vocaloid desarrollada por la compañía japonesa Internet Co., Ltd.. Su proveedora de voz es la actriz de doblaje y cantante japonesa Megumi Nakajima. 
El nombre "Gumi" proviene por parte del nombre de Megumi Nakajima, que es su apodo de su niñez. En cuanto al nombre del software, la primera mitad, "Meg" también se tomó por parte de Megumi. La segunda mitad, el "poid", es por el software "Vocaloid".

## Desarrollo
Gumi fue desarrollada por Internet Co., Ltd. Usando el motor VOCALOID2 de Yamaha Corporation. Su voz fue creada a través de muestras vocales de la cantante Megumi Nakajima a través de un campo controlado y tono.
El 11 de diciembre de 2010, el presidente de Internet Co., Ltd anunció que Gackpoid (banco de voz masculino desarrollado por Internet), Megpoid, y Lily (banco de voz femenino desarrollado por Internet) sería distribuido en Taiwán.

### Versiones posteriores
El 21 de octubre de 2011, una versión nueva del software, llamada "Megpoid V3", se puso a la venta conteniendo un paquete de cuatro voces con diferentes tonalidades de la voz de Gumi para VOCALOID3: Adult, Power, Sweet, y Whisper. Fue uno  de los primeros 4 bancos de voz que se liberaron en el mismo día para el motor nuevo, los otros siendo Mew, SeeU y VY1V3.  Estos originalmente iban a ser un paquete de expansión para la versión de VOCALOID2 de Gumi bajo el nombre de "Megpoid Extend" y estuvo basado en la serie voces "Append" de Crypton Future Media.  El 16 de marzo de 2012 salió una actualización del banco de voz original de VOCALOID2 para VOCALOID3 con el nombre "Megpoid Native V3". El 28 de febrero de 2013, otra versión nueva de Gumi, llamada "Megpoid English" fue liberada también para VOCALOID3, ahora con la capacidad de que el banco de voz cante en el idioma inglés.
El 5 de noviembre de 2015, una actualización de Megpoid V3 salió a la venta con el nombre "Megpoid V4" y estuvo liberado para el motor VOCALOID4 que actualiza todas las voces en japonés del paquete V3 de Megpoid  así como añadir versiones alternativas de las voces anteriores llamándose así: MellowAdult, PowerFat, NaturalSweet, SoftWhisper, y NativeFat. Estas voces usan una nueva característica de VOCALOID4 llamada "Cross-Síntesis".
Además, un tema no relacionado con Vocaloid llamado "Megpoid Talk" fue desarrollada que dabá la posibilidad de que Megpoid hable.
Ella también fue puesta para tener una voz "Falsetto", pero debido a problemas con el equilibrio de la voz normal, esta fue cancelada y una nueva Vocaloid llamada "Kokone" fue desarrollada en su lugar con las capacidades del Falsetto.

## Recepción
Gumi inicialmente luchó por ganar popularidad frente a la serie Character Vocal de Crypton Future Media y fue considerada "nada especial" cuando se lanzó por primera vez. Sin embargo, fue más rápida en ganar popularidad en comparación de Gackpo.
Para 2010, la popularidad de Gumi estaba a la par con bancos de voz de Crypton Future Media (como Hatsune Miku) y había vendido más copias a diferencia de su predecesor Gackpo, convirtiéndose en la Vocaloid no proveniente de Crypton más popular y conocida. En 2011, su uso creció y en varias semanas tendría incluso más canciones que los bancos de voz de Crypton Future Media, en el ranking de las 100 mejores. En enero de 2015, se publicó una encuesta de popularidad que confirmó que Gumi era el segundo Vocaloid más popular de 2015 en la plataforma Niconico.

## Características
Con respecto a la edad de Gumi, durante el desarrollo de Extend, Noboru una vez tuiteó que había una edad aproximada preferida para Gumi que es alrededor de la adolescencia. Sin embargo, a Gumi nunca se le dio una edad oficial en sus diversos diseños. Durante el desarrollo de Extend, se señaló que las diferentes voces podrían considerarse 'extensiones' de la edad conceptualizada de Gumi..
| Nombre              | Megpoid (Software) Gumi (Alias) |
| Lanzamiento inicial | 26 de junio de 2009             |
| Tempo sugerido      | 60-175bpm                       |
| Gama Vocal sugerida | F2-A4                           |

## Marketing

### Manga/anime
Gumi ha aparecido en varias series basadas en manga. La revista bimensual de Vocaloid, Comic@loid, ha lanzado algunos títulos y otros aún no se han lanzado. Los títulos publicados incluyen Mozaik Role, Kiritorisen, Shiryoku Kensa, Setsuna Trip, Ringo Uri no Utakata Shoujo y Yowamushi Montblanc.
Otro manga es Gumi from Vocaloid, que se desarrolló entre 2013 y 2014. Este manga en particular no se basa en una canción específica, sino en las aventuras de Gumi como Vocaloid.
Otro manga que apareció en 2014, protagonizado por Gumi, presenta la historia ficticia del nacimiento de "Gumi", la cual era una niña que se convierte en un androide y debuta como idol. La historia se centra en ella y en un misterioso equipo llamado Interface sound Orchestra (イ ン タ ネ 団). Sus compañeros vocaloids, Camui Gackpo, Lily y Cul, también aparecen en el manga. El nombre del manga es MeguMegu ☆ Singer Song Fighter (メ グ メ グ ☆ シ ン ガ ー ソ ン グ フ ァ イ タ ー)..
Gumi protagoniza una serie corta de televisión de anime llamada Koi Suru Dessan Ningyō, que lleva el nombre de una canción del productor japonés sasakure.UK, en la que se basa el cortometraje. Masanori Okamoto es responsable de muchos aspectos de este proyecto, incluido el guion y la filmación del corto.

### Videojuego
Gumi protagonizó su propio juego llamado Megpoid the Music♯ (グ ッ ポ イ ド ザ ミ ュ ー ジ ッ ク シ ャ ー プ). Este fue un juego de ritmo fue creado por la empresa ParaPhray (パ ラ フ レ) para la consola PlayStation Portable. Tanto una edición estándar como una edición limitada se lanzaron el 28 de marzo de 2013.
También aparece como invitada especial en varias canciones del videojuego desarrollado por SEGA, Hatsune Miku and Future Stars:Project Mirai y su secuela.

### Competición
En mayo de 2012, se anunció un concurso de canciones de Gumi, que fue presentado por CreoFUGA. Los productores que participaron en el concurso podían usar cualquier voicebank de Gumi, ya sea su versión de VOCALOID2 o VOCALOID3.
VocaloTracks organizó un concurso en 2013 para crear una canción original utilizando cualquiera de los voicebank de Gumi. El ganador podría vender sus canciones bajo un "sello profesional"..
Se organizó otro concurso de canciones, vinculado con el lanzamiento de su voz en inglés..